# Giovanni Battista Lupi

De usuris et commerciis illicitis, 1582 (Fondazione Mansutti, Milano).

Giovanni Battista Lupi (XVI secolo – XVII secolo) è stato un teologo italiano.

## Biografia
Originario di San Gimignano, nella sua opera intitolata De usuris et commerciis illicitis, pubblicata a Venezia nel 1582, Lupi anticipa la teoria del valore e la definizione del giusto prezzo, proponendo alcune teorie dell'epoca sull'usura. L'autore distingue tre forme: l'usura lucrativa, che va sempre condannata anche se esercitata dagli ebrei, l'usura restaurativa e l'usura commodi percepti recompensativa, che sono ritenute lecite entrambe. Egli divide il prezzo naturale, formato sul mercato, e il prezzo legittimo, fissato dalla autorità. Infine definisce anche il giusto prezzo dividendolo in supremo, medio e infimo. Un esemplare di questa edizione è conservato presso la Fondazione Mansutti di Milano.
Lupi fu autore anche dell'opera intitolata De illegittimis et de naturalibus restitutis liberis, un trattato sul diritto di famiglia.